# Jordan (série télévisée)
Pour les articles homonymes, voir Jordan.
Jordan (Just Jordan) est une sitcom américaine en 29 épisodes de 22 minutes, créée par Alison Taylor et diffusée entre le 7 janvier 2007 et le 5 avril 2008 sur Nickelodeon.
En France, la série a été diffusée à partir du 18 avril 2009 et jusqu'au 18 septembre 2010 sur Nickelodeon et rediffusée sur BET puis sur Nickelodeon Teen en novembre 2014.

## Synopsis
Après le divorce de ses parents, Jordan un adolescent de 16 ans, quitte avec sa mère et sa sœur son Arkansas natal pour vivre à Los Angeles chez son grand-père. Là débute une nouvelle vie, entre ses amis, le lycée et son travail dans le diner de son grand-père.

## Distribution
- Lil' JJ (VF : Ludovic Baugin) : Jordan Lewis
- Raven Goodwin (VF : Nathalie Bienaimé) : Tangie Cunningham
- Eddy Martin (en) (VF : Dimitri Rougeul) : Joaquin Osmando Montez
- Justin Chon (VF : Benjamin Pascal) : Tony Lee
- Kristen Combs (VF : Caroline Combes) : Monica Lewis
- Shania Accius (VF : Caroline Pascal) : Pamela « Pam » Cunningham-Lewis
- Beau Billingslea (en) (VF : Michel Tugot-Doris) : Grant Cunningham
- Chelsea Harris (VF : Kelly Marot) : Tamika Newsome (saison 1)
- Chelsea Tavares (VF : Kelly Marot) : Autumn Williams (saison 2)
- Bobb'e J. Thompson (VF : Brigitte Guedj) : Goose Dawkins (2 épisodes)
- Chris Rossi (VF : Philippe Roullier) : Coach Reagan

## Épisodes
| Saison | Saison | Épisodes | États-Unis        | États-Unis   | France        | France            |
| Saison | Saison | Épisodes | Début             | Fin          | Début         | Fin               |
| ------ | ------ | -------- | ----------------- | ------------ | ------------- | ----------------- |
|        | 1      | 13       | 7 janvier 2007    | 10 août 2007 | 18 avril 2009 | 26 septembre 2009 |
|        | 2      | 16       | 16 septembre 2007 | 5 avril 2008 | 3 avril 2010  | 18 septembre 2010 |

### Première saison (2007)
1. Air Jordan (Air Jordan)
2. Les guignols du quartier (Fools in the Hood)
3. Jordan montre les dents (Lemme See Your Grill)
4. Seul maître à bord (Home Alone in the Diner)
5. L'union fait la force (No Justice, No Pants)
6. Le messie de la messe (Practice What You Preach)
7. Le salaire du labeur (Get a Job)
8. La fureur de rire (Fists of Funny)
9. Plongera qui plongera le premier (Flip The Script)
10. La grosse tête (Critter is Buggin)
11. Drôle de gus (Jordan's Goose is Cooked)
12. Krumping à gogo (Krumpshakers)
13. Le blues du pianiste (Piano Stressin')

### Deuxième saison (2007-2008)
1. Entrez dans la danse (Dancing King)
2. Fou d'amour (Jordan's Got It Bad)
3. Votez utile ! (Dead Man Joaquin)
4. People mais pas trop (Fame Game)
5. Mauvais gagnant (Mr. 500)
6. Bon plan (Slippery When Wet)
7. La guerre des riffs (Revenge of the Riff)
8. La teigne (The Goose, The Puffs and the Wardrobe)
9. C'est pas de la tarte (Lord of the Pies)
10. Un tour de cochon (Cool Guys Don't Wear Periwinkle)
11. Air Jordan' dans les airs (Jump, Jordan)
12. À fond la caisse [1/2] (Picture Me Rollin' [1/2])
13. À fond la caisse [2/2] (Picture Me Rollin' [2/2])
14. Céréale killer (Boogie Toasties)
15. L'anniversaire (Anniversy-what?)
16. Un week-end de chien (Let Sleeping Dogs Lie)

## Commentaires
La production de la série a été interrompue lors de la grève de la Writers Guild of America de 2007, ce qui a conduit Nickelodeon à l'annuler.